# ۱۲۱۹ (خورشیدی)
۱۲۱۹ هزار و دویست و نوزدهمین سال هجری خورشیدی است.

## زادگان
نصرالله مشیرالدوله، سیاستمدار عصر قاجار